# Sibin
Sibin (deutsch Zebbin) ist ein Dorf in der polnischen Woiwodschaft Westpommern. Es gehört zur Gmina Kamień Pomorski (Gemeinde Cammin) im Powiat Kamieński (Camminer Kreis).

## Geographische Lage
Das Dorf liegt in Hinterpommern, auf einem Hügel etwa 9,5  Kilometer südwestlich der Stadt Kamień Pomorski (Cammin in Pommern) und 54 Kilometer nördlich von Stettin.

## Geschichte

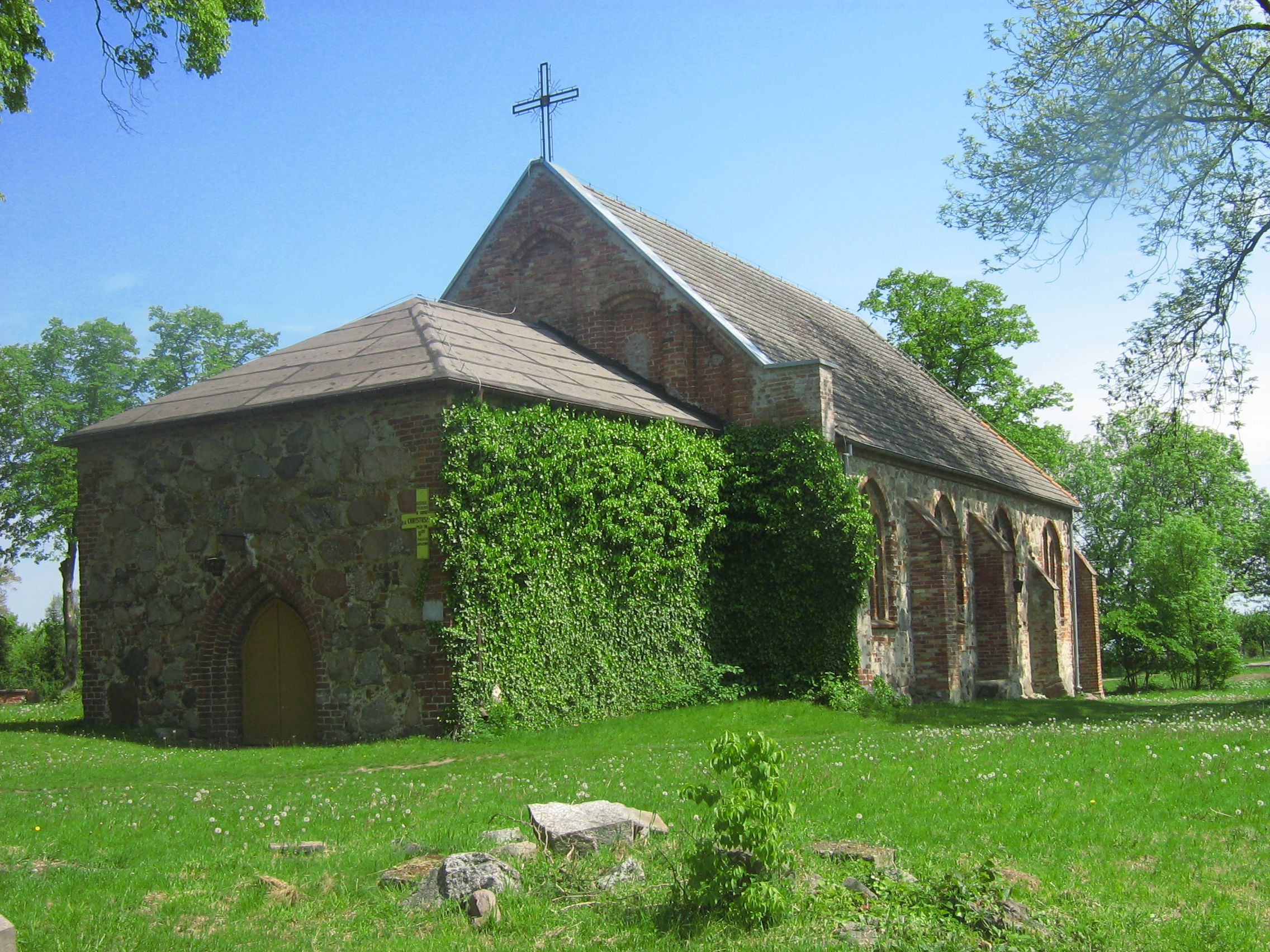
Dorfkirche (erbaut um 1500), Vorderansicht. Bei dem Vorbau handelt es sich um den Unterbau des ehemaligen Kirchturms, der 1945 zerstört wurde.

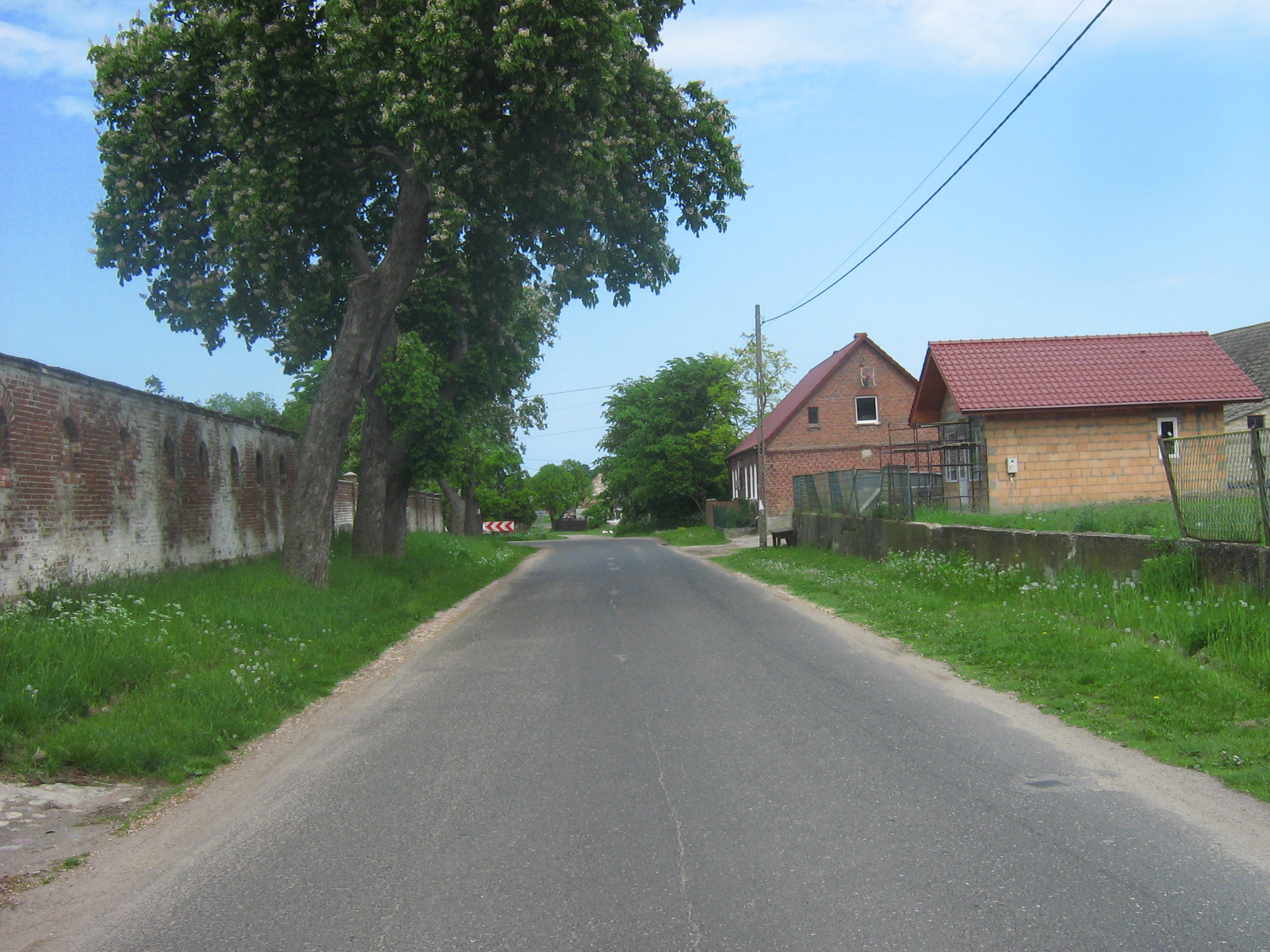
Dorfstraße

Die Ortschaft gehörte  früher zu einem Rittergut. Die Dorfkirche von Zebbin wird erstmals 1288 erwähnt.  Im Jahr 1404 verkauft die Familie  von Steinwehr ein Viertel des Dorfs an die Stadt Wollin und das dortige Zisterzienserinnen-Kloster. Im Jahr 1419 schuldet Kurt Muckerwitz dem Camminer Bischof Magnus von Sachsen-Lauenburg eine Rente; im Jahr 1491 werden die Flemmings als Patrone der Kirche erwähnt. Seit etwa 1500 gehört die Ortschaft den Flemmings, die 1628 drei Anteile mit 13,5 Hh, zwei Kossäten, zwei Schäfer und eine Mühle versteuern.
Um 1780 hatte Zebbin zwei Ackerwerke, neun Bauern, von denen drei zuvor zu Ribbertow gehört hatten, zwei Kossäten, einen Prediger, einen Küster, eine Windmühle und insgesamt 16 Haushaltungen. Zu diesem Zeitpunkt war die Ortschaft ein Flemmingsches Lehen.  Bis 1835 befand sich das Rittergut im Besitz des Landrats Carl Berend Sigismund von Flemming (1779–1835), der Erbherr auf Basenthin, Harmsdorf, Zebbin und Ribbertow war. Im Jahr 1866 hatten das Rittergut und das Kirchdorf zusammen 314 Einwohner. Im Jahr 1870 hatte das Flemmingsche Gut eine Größe von 531,1 Hektar und 141 Einwohner, und das Dorf mit 20 Grundbesitzern hatte 201,5 Hektar und 198 Einwohner.
Um 1930 hatte die Gemarkung der Gemeinde Zebbin eine Flächengröße von 748,7 Hektar, wovon 8,5 Hektar Forst waren sie beherbergte 39 Wohnhäuser, und Zebbin war der einzige Wohnort auf dem Gemeindegebiet. Im Jahr 1925 wurden in Zebbin  307 Einwohner gezählt, die auf 58 Haushaltungen verteilt waren. 1939 hatte das Rittergut genau eine Größe von 457 Hektar; sein Besitzer war Richard von Flemming. Er war auch Pächter von Reckow mit Parlowkrug, welches der von Köller’schen Familienstiftung gehörte. Hasso Richard Graf von Flemming-Benz (1879–1960), so sein vollständiger Namenszug, Gutsbesitzer auf Paatzig, Drammin und Zebbin, war Major a. D., Ehrensenator der Universität Greifswald und Rechtsritter des Johanniterordens. Er war unverheiratet und hinterließ keine Erben.
Bis 1945 gehörte Zebbin zum Landkreis Cammin i. Pom. der preußischen Provinz Pommern des Deutschen Reichs. Zebbin war der Sitz des Amtsbezirks Zebbin.
Gegen Ende des Zweiten Weltkriegs wurde in Zebbin Anfang März 1945 vier Tage lang erbittert gekämpft; ein Teil der Einwohner floh planlos und ohne behördliche Anweisung, etwa 12 bis 15 Personen blieben. Bei den Kämpfen fielen über 60 Soldaten; bei der Besetzung durch die Rote Armee wurden drei Einwohner erschossen. Nach Ende der Kampfhandlungen wurde Zebbin seitens der sowjetischen Besatzungsmacht der Volksrepublik Polen zur Verwaltung überlassen. Zebbin wurde unter der historischen Ortsbezeichnung  Sibin verwaltet. In der Folgezeit wurde die einheimische Bevölkerung von der polnischen Administration aus Zebbin und dem Kreisgebiet vertrieben.

## Kirche
Die bis 1945  in Zebbin anwesende Dorfbevölkerung gehörte mit großer Mehrheit dem evangelischen Glaubensbekenntnis an. Im Jahr 1925 wurden in Zebbin 286 Protestanten und 21 Katholiken gezählt. In das Kirchspiel Zebbin waren die evangelischen Einwohner von Drammin, Ribbertow, Paatzig und Kucklow eingepfarrt. Im 19. Jahrhundert besaß die Kirche 1 ½ Morgen Land, hatte aber sonst kein Vermögen. Das Patronat der Kirche lag in den Händen der Familie von Flemming-Paatzig, die schon 1491 erwähnt wurde.

Dorfkirche, bis 1945 Gotteshaus der evangelischen Gemeinde Zebbin
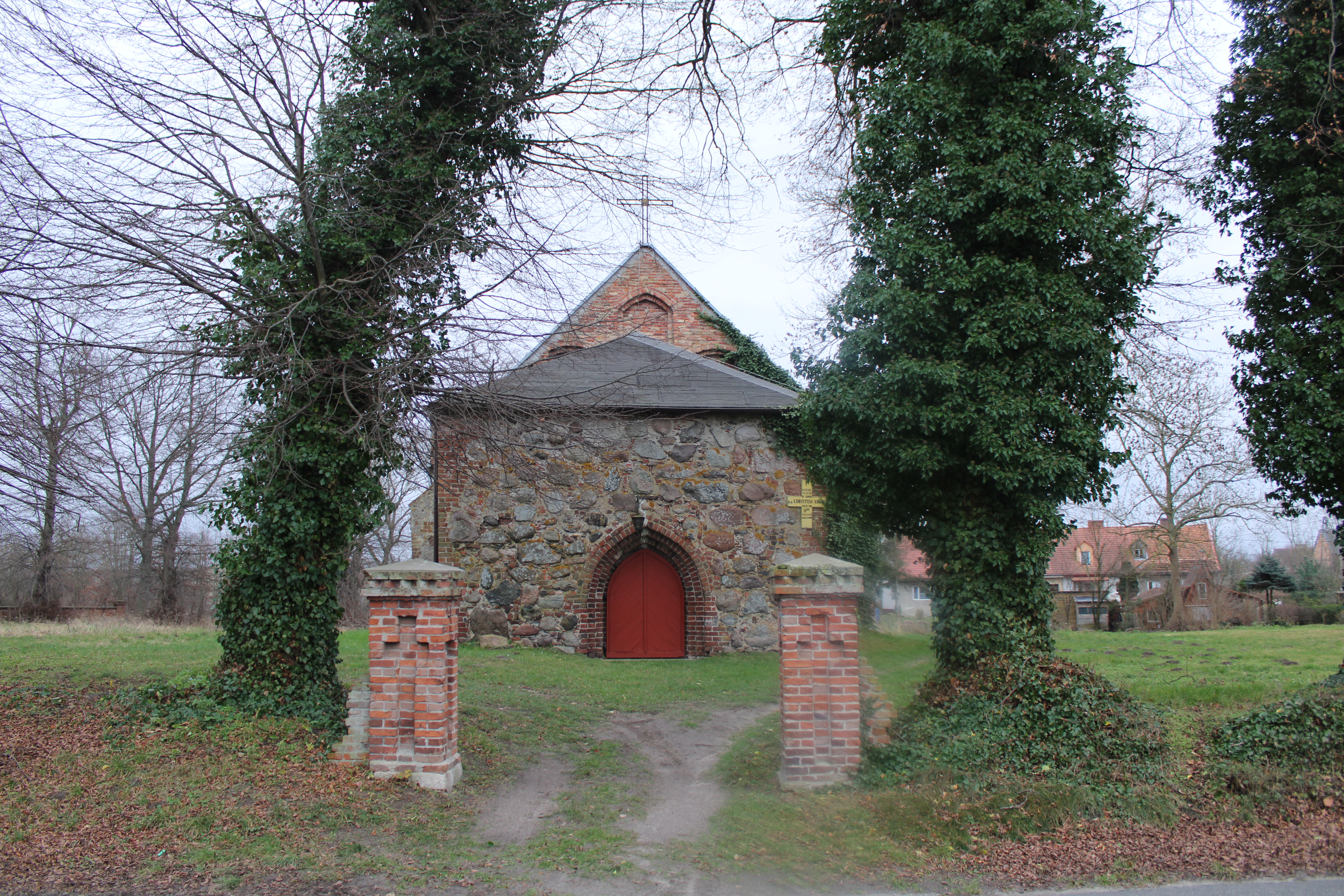
Portal, ehemalige Turmseite (2020)
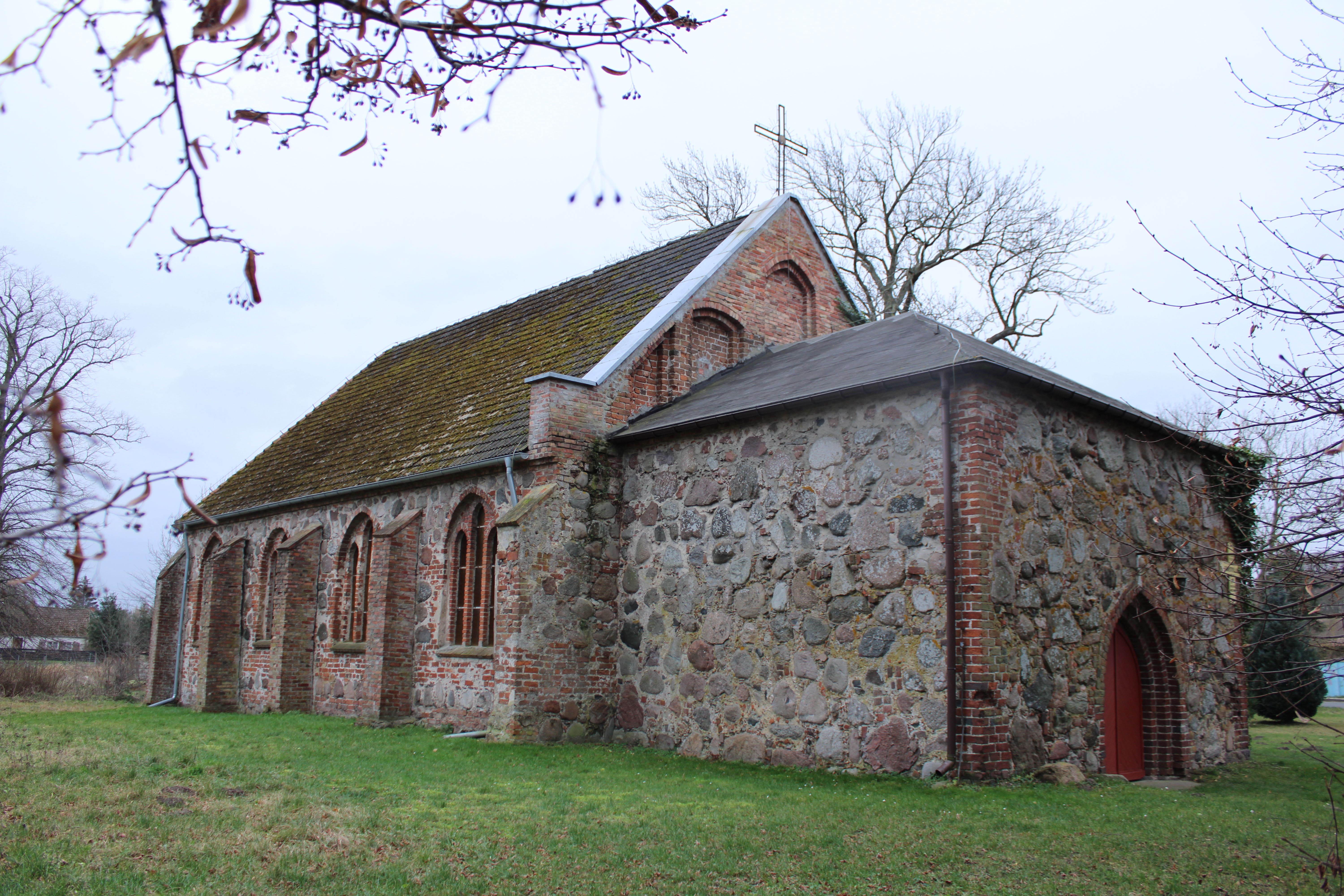
Nordwest-Seite (2020)
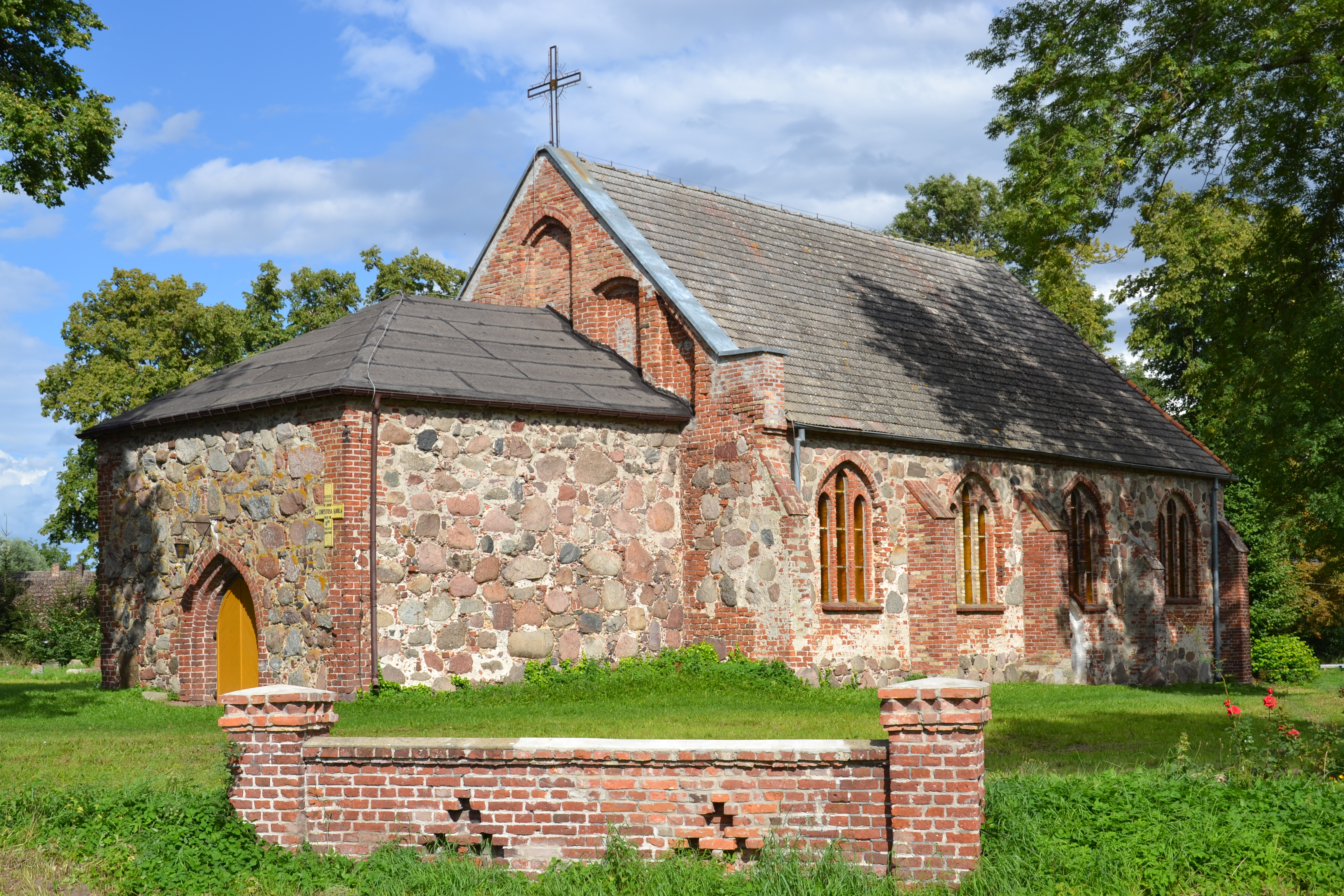
Südwest-Seite (2012)
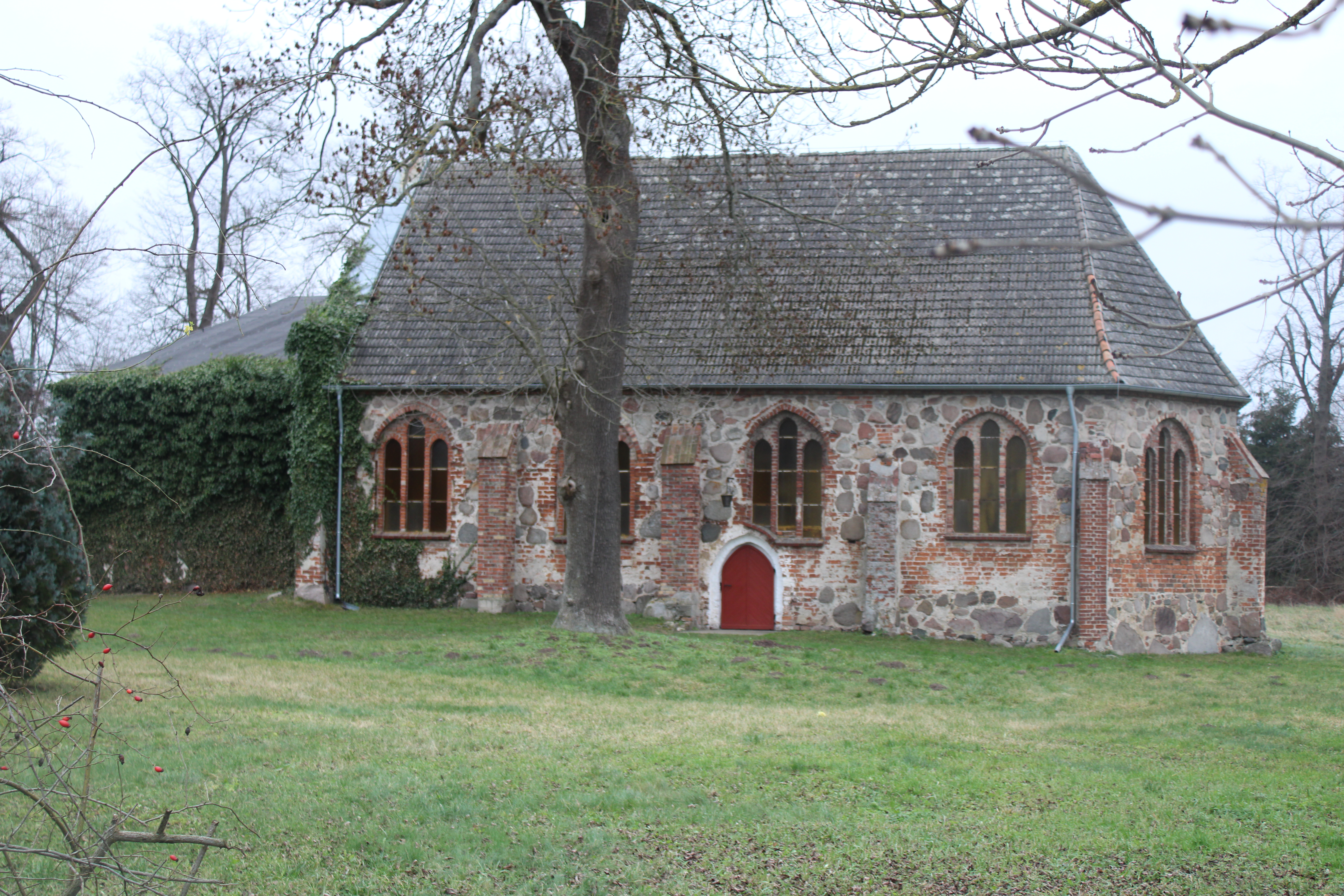
Südseite (2020)
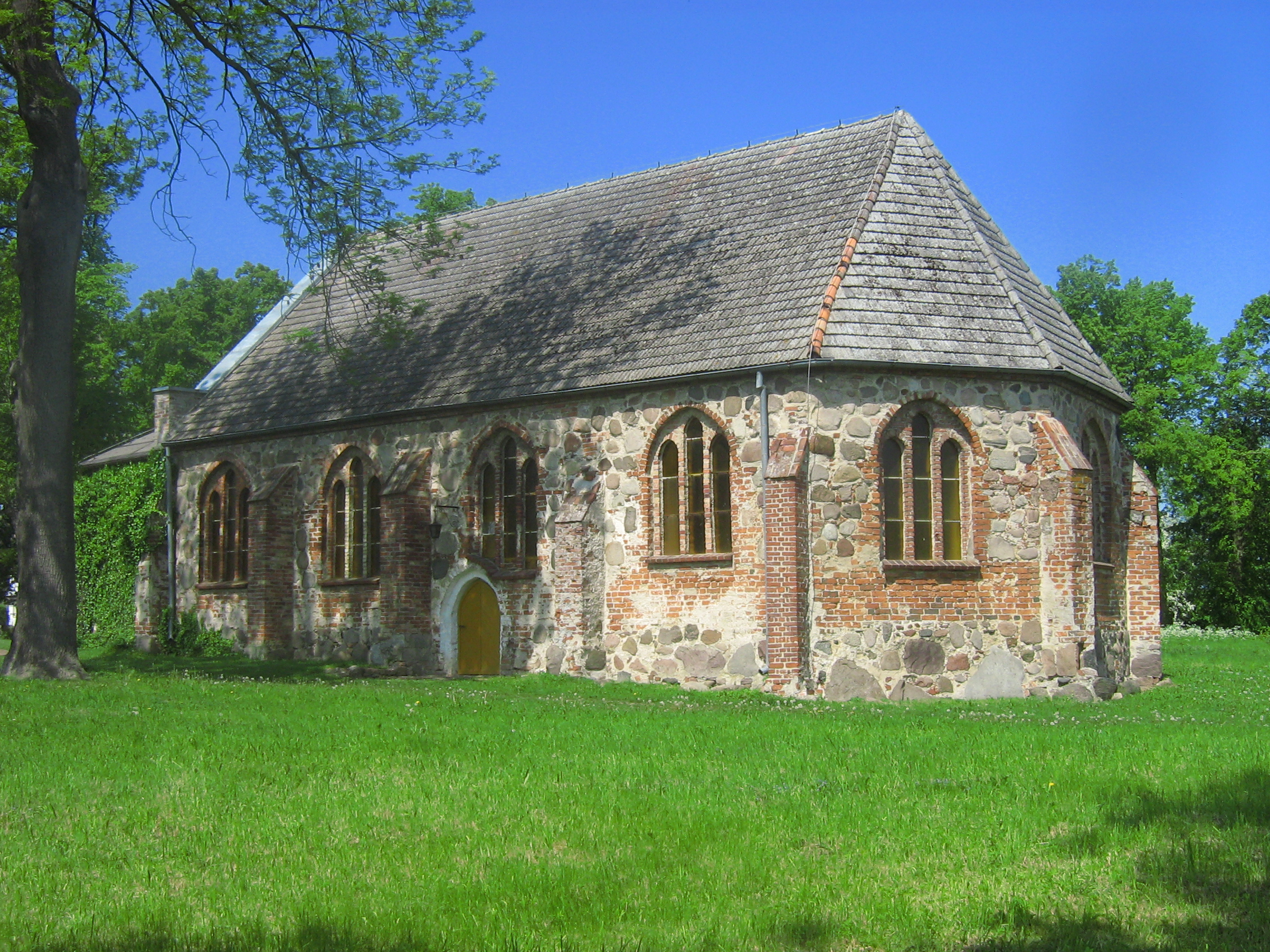
Südost-Seite (2009)

Die Kirche von Zebbin wurde erstmals 1288 urkundlich erwähnt, und zwar als Filiale der Kirche St. Georg in Wollin. Das Kirchenschiff, ein Findling- und Backsteinmauerwerk, entstand um 1500.  1594 und 1749 wurde der Kirchturm erneuert; sein Oberbau bestand aus verschaltem Eichen- und Kiefernfachwerk und hatte einen achteckigen Helm. Die Kirchenglocke wurde 1523 gegossen.  Der Bestand an Kirchenbüchern reichte bis 1666 zurück. Im Jahr 1945  wurde die Kirche durch Artillerie-Beschuss stark beschädigt. Vom Kirchturm ist nur der aus Findlingen und Backsteinen gemauerte Unterbau erhalten geblieben.

## Schule
Kucklow hatte bis 1945 eine eigene Volksschule.

## Sage
Bürger von Zebbin sollen einmal ein schwarzes Pferd, das einem Landwirt zugelaufen war und das angeblich rote Augen  hatte, für den leibhaftigen Teufel in Pferdegestalt gehalten haben.

## Söhne und Töchter des Ortes
- Albert Friedrich Heinrich David Hollaz (1811–1849), evangelischer Theologe